# 80180 Елко
80180 Елко (80180 Elko) — астероїд головного поясу, відкритий 3 листопада 1999 року.
Тіссеранів параметр щодо Юпітера — 3,568.